# Evagetes fuerteventurus
Evagetes fuerteventurus is een vliesvleugelig insect uit de familie van de spinnendoders (Pompilidae). De wetenschappelijke naam van de soort is voor het eerst geldig gepubliceerd in 1978 door Wolf.